# Distrito de Ocumal

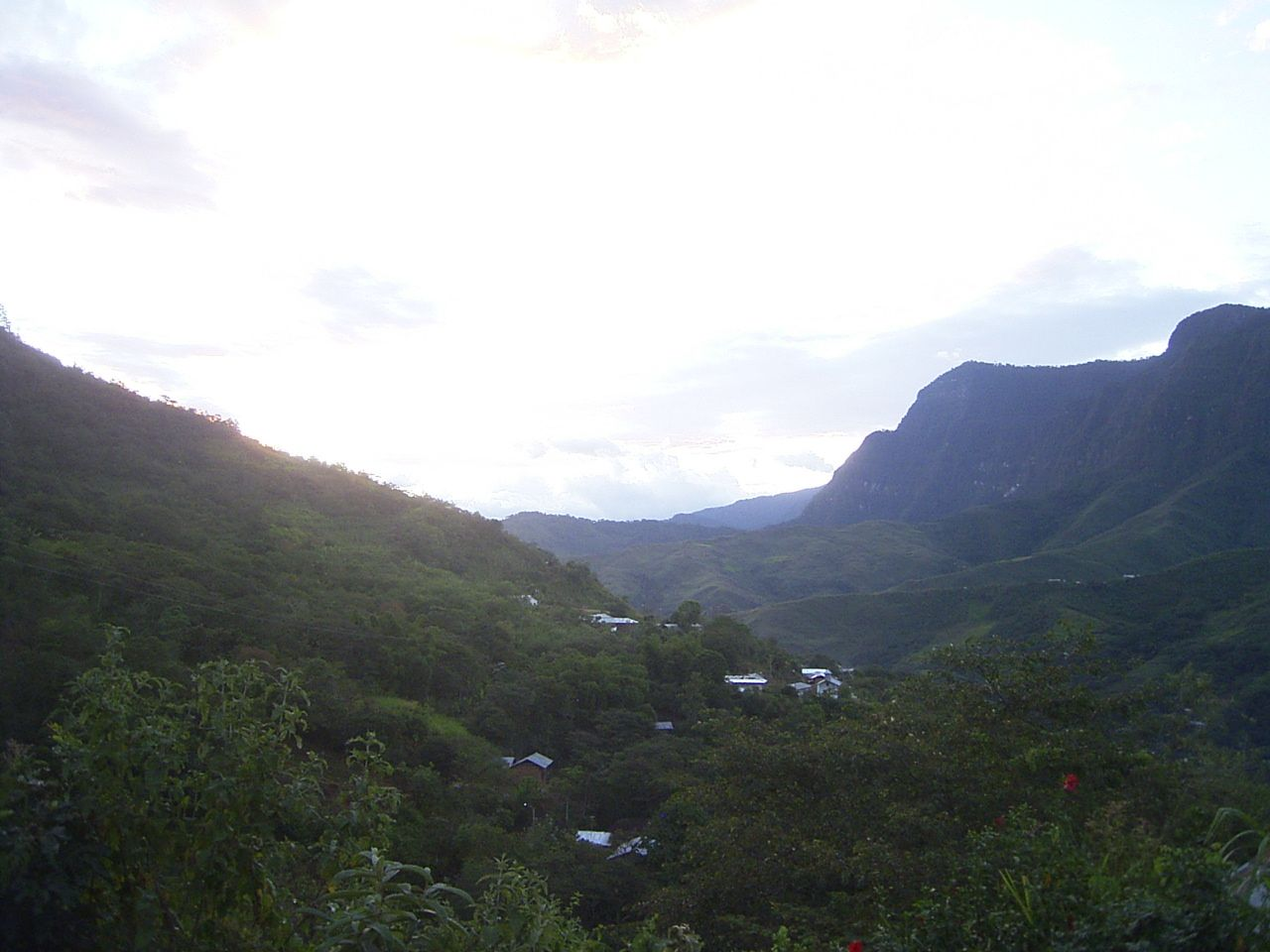
Paisaje alrededor de Ocumal en los valles de la provincia de Luya.

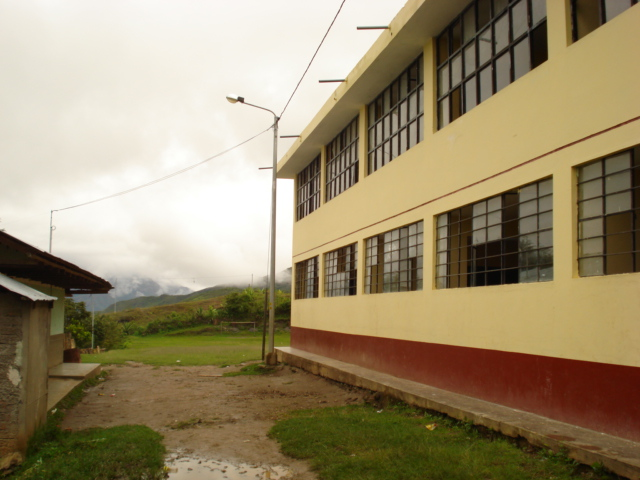
Colegio secundario de Collonce.

El distrito de Ocumal es uno de los veintitrés distritos de la Provincia de Luya, ubicado en el Departamento de Amazonas, en el norte del Perú. Limita por el norte con el distrito de Ocalli; por el este con el distrito de Inguilpata y el distrito de Colcamar; por el sur con el distrito de Pisuquía; por el oeste con el departamento de Cajamarca y; por el noroeste con el distrito de Providencia.
Desde el punto de vista jerárquico de la Iglesia católica forma parte del Diócesis de Chachapoyas.

## Etimología
El término Ocumal, proviene de una planta aroidea, de raíces tuberosas que abunda en la región.

## Historia
- Vida primitiva.- Las ruinas de "La Pirea" y otras deseminadas en las partes más altas del distrito demuestran que en épocas anteriores habitaban esta región pequeñas agrupaciones de ayllus, que frecuentemente eran diezmados por las olas de paludismo y fiebres tropicales.
- Vida colonial.- Todos los pueblos del distrito son de tinte colonial. Los apellidos que dominan esta región son de origen español, como los Mendoza, Alva, Briceño, Olascoaga, Vega, etc. dejándose entender que fueron españoles los que tomaron posesión de estas tierras en calidad de hacendados, utilizando a los indios como elementos de trabajo para la explotación de la caña de azúcar y las plantas frutales.
- Vida republicana.- Se inicia con la salida de los españoles, quienes a la caída de la colonia se vieron obligados a abandonar tierras las tierras peruanas. Los habitantes se organizan y forman el pueblo de Collonce, nombre que proviene "colli", vulgarmente denominada así por los naturales a la planta de Ocume descrita anteriormente.

Hacia el año 1912 se crea el distrito tomando por capital el pueblo de Collonce.
El distrito fue creado mediante ley del 5 de febrero de 1861, en el gobierno del Presidente Ramón Castilla.

## Geografía
Localizado en la parte centro-occidental de la provincia de Luya, a una altura media de 1700 m.s.n.m. con suelo de aspecto selvático.
Abarca una superficie de 235,86 km² y tiene una población estimada mayor a 3 000 habitantes.
Su capital es el pueblo de Collonce.

### Hidrografía
Dos son los principales ríos que bañan este distrito, el Marañón que deja extensas planicies a sus orillas y el río Congón que forma del valle de Cesuya, de exuberante vegetación. Otros de menor caudal como el río Yaulicachi, el río Ruedahuayco, el Yunguilla, el San Pedro y el Carmelo. Todos estos ríos van a desembocar en el río Marañón que se extiende soberbio y majestuoso como cual serpiente de oro como lo llamara Ciro Alegría. Cerca del Marañón aparece otro río llamado Huarapomayo que riega una hermosa planicie de tierras fértiles.

### Pueblos y caseríos del distrito de Ocumal
| - Collonce - La Laguna - Limón - Plazuela - Golorque - Lapsho - Motupe - Paraíso | - Huayta - Cuichimal - Mashcara - Congon - Amia - Yaulicachi - Yumbite - Chuquimal | - Vista Hermosa - Choccaccho - Chamanaloma (Chamanal) - Santa Isabel - San Juan - Colcalon - Allavin - Limapampa | - La Unión - San Felipe - San Francisco - Pueblo - Caldera (Perú) - Hongache - Salinguerra - Descanso | - El Progreso - San Antonio De Bolchan - Chonta Cruz - Hualmal - Nuevo Ocumal - Limoncucho - Vilaya |

### Clima
Es de naturaleza tropical. Hay desde intenso calor en las quebradas más profundas y el templado en las laderas más altas. Es cálido húmedo lluvioso.

## Autoridades

### Municipales
- 2019 - 2022[2]
  - Alcalde: Robert Mendoza Mestanza, del Movimiento Independiente Surge Amazonas.
  - Regidores:

  1. Reyles Ranulfo Meléndez Buelot (Movimiento Independiente Surge Amazonas)
  2. Arsenio Luna Aguilar (Movimiento Independiente Surge Amazonas)
  3. Wilzon Cruz Torres (Movimiento Independiente Surge Amazonas)
  4. María Mercedes Saucedo Santacruz (Movimiento Independiente Surge Amazonas)
  5. Emer Meléndez Muñoz (Sentimiento Amazonense Regional)

### Fiscales
- Guido Andrey Ojeda Torres - fiscal adjunto titular - jefe de la Fiscalía Provincial Mixta, 2016
- Jorge Apaza Ancco-fiscal adjunto provincial titular, 2015
- Manuel Antonio Cieza Sotomayor - fiscal adjunto provincial titular, 2015

## Recursos
La producción son propias de los climas tropicales como el café que se explota en gran escala y constituye la base de sustento de estos pueblos. Seguidamente se consume la coca, cacao, caña de azúcar, la yuca, el plátano, el frijol, maíz, maní, que sirven de sustento a los pobladores del lugar. 
- Fauna.- el paujil, loros, serpientes, zorros, venados, pavas de monte, torcazas, palomas cuculies, picaflores, oso hormigero.
- Flora.- Gran variedad de orquídeas, plantas medicinales silvestres, árboles para madera.
- Minería.- la historia relata que en el río denominado Minas los españoles extraían oro de buenos kilates, están visibles las huellas de su explotación.

## Vías de comunicación
Existe una gran red de caminos de herradura que enlaza los distritos con la capital de la provincia de Chachapoyas. 
En la actualidad se encuentra en construcción la carretera de penetración al Marañon que viene desde Chachapoya, pasa por Caclic, Luya, Coechan, Conila, llegando a las pampas de Belén y Hualla, donde serpentean hermosos ríos, cruza las pampas de Chonia para llegar a la Cordillera del lugar denominado la "escalera" (camino Inca), luego desciende por las montañas que dan frente a la Plazuela para llegar al valle de Congon, cruza el río Congon para ascender a Vista Hermosa, continua a Yaulicachi lo cruza el río del mismo nombre para llegar a San Felipe, sigue a Sallullo, Limapampa, San Juan, Limón cruza el río Yunguilla y así llegar a Collonce. Esta es la primera vía de acceso que une zonas turísticas, ecológicas y poblaciones.
La otra vía es la que viene de Chiclayo, Jaén y Bagua pasando por Corral Quemado, Cumba, Lonya Grande, Camporedondo, Ocalli, bajando la carretera hasta la Playa Jumit, cruzando el río Pucacushpa para luego ascender a la capital del distrito de Providencia que queda al frente del poblado de Caldera y de Collonce, con una distancia aprox. de una hora de camino a pie.
La tercera vía de ingreso es la que viene de Chachapoyas, el Tingo, Choctamal, la Cordillera Minas, luego baja por la montaña del distrito de Pisuquia, cruce a San Juan (altura de Limapampa), la Laguna, llegando a Collonce. Cabe mencionar que la carretera llega hasta el cruce de Pisuquia y Ocumal, continuando por camino de herradura por cuatro horas hasta la capital del distrito Collonce.

## Proyecto hidroeléctrico
El distrito de Ocumal es uno de los distritos de la provincia de Luya donde se desarrollará el proyecto de la Central Hidroeléctrica Chadín 2, que generará 700 MW de energía renovable aprovechando la fuerza del río Marañón. Este proyecto contempla la mejora y habilitación de las vías de comunicación de Ocumal.